# Rachuonyo
Rachuonyo is een Keniaans district in de provincie Nyanza. Het district telt 307.126 inwoners (1999) en heeft een bevolkingsdichtheid van 325 inw/km². Ongeveer 2,3% van de bevolking leeft onder de armoedegrens en ongeveer 71,0% van de huishoudens heeft beschikking over elektriciteit.